# Marcus Sakey
Marcus Sakey (Flint, 1974) è uno scrittore statunitense.

## Biografia
Nato nel 1974 a Flint, nel Michigan, vive e lavora a Chicago con moglie e figlia
Dopo gli studi all'Università del Michigan nel quadriennio 1992-1996 culminati con le lauree in Scienze politiche e Scienze della comunicazione, ha frequentato per un anno il corso di scrittura creativa al Columbia College Chicago.
Dopo una decennalle attività nel campo della televisione e della pubblicità, ha intrapreso, a partire dal 2007 con Trascina gli uomini il ferro, una proficua carriera letteraria che lo ha portato alla pubblicazione di una decina di romanzi oltre a racconti e novelle che spaziano dal giallo alla fantascienza.
Più volte corteggiato dall'industria cinematografica, ha ottenuto numerose nomination a diversi premi letterari.

## Opere

### Trilogia Brillance
- Brilliance: la formula del potere (Brilliance, 2013), Milano, Nord, 2015 traduzione di Ilaria Katerinov ISBN 978-88-429-2526-2.
- A Better World (2014)
- Written in Fire (2016)

### Altri romanzi
- Trascina gli uomini il ferro (The Blade Itself, 2007), Milano, Baldini Castoldi Dalai, 2008 traduzione di Annamaria Raffo ISBN 978-88-6073-308-5.
- Ai margini della città (At the City's Edge, 2008), Milano, Baldini Castoldi Dalai, 2010 traduzione di Roberto Serrai ISBN 978-88-6073-567-6.
- Brava gente (Good People, 2008), Milano, Baldini Castoldi Dalai, 2009 traduzione di Marta Matteini ISBN 978-88-6073-502-7.
- The Amateurs (2009)
- The Two Deaths of Daniel Hayes (2011)
- After Life (2017)

### Raccolte di racconti
- Scar Tissue: Seven Stories of Love and Wounds (2010)

### Novelle
- As Breathing (2010)
- The Days When You Were Anything Else (2010)
- The Desert Here and the Desert Far Away (2010)
- Gravity and Need (2010)
- No One (2010)

### Antologie
- No Rest for the Dead (2011)

## Filmografia
- Good People, regia di Henrik Ruben Genz (2014) (soggetto)

## Premi e riconoscimenti
- Premio Dilys: 2008 finalista con Trascina gli uomini il ferro
- Premio Prometheus: 2014 finalista con Brilliance: la formula del potere e 2015 finalista con A Better World